# Whusha al-dallala
Whusha al-dallala (muerta después de 1104), fue una bróker judío-egipcia.
Era la hija del banquero judío Ammar de Alejandría. Se casó con Arye ben Yehudah y se mudó a El Cairo, pero se divorció pronto, e hizo su propia carrera empresarial. Es conocida por su exitosa carrera empresarial así como por su vida amorosa, lo que la convirtió en una notable excepción entre las mujeres aisladas de Egipto, independientemente de su religión. Fue una de las principales representantes del mundo de los negocios de El Cairo, a menudo compareciendo ante los tribunales por sus actividades comerciales, en contraste con la vida, por otra parte, apartada de las mujeres de El Cairo. También armó un escándalo al desafiar las convenciones sociales y sexuales, viviendo con un amante y teniendo un hijo con él fuera del matrimonio, lo que la hizo ser expulsada de la sinagoga en 1095. También es conocida por su testamento de 1104, en el que donó su vasta fortuna a varias instituciones y sujetos de caridad dentro de la comunidad judía de El Cairo.